# Петров, Рачо
Рачо Пе́тров Стоянов (болг. Рачо Петров Стоянов; 19 февраля 1861, Шумен — 22 января 1942, г. Белово (ныне Пазарджикской области, Болгария) — болгарский государственный и военный деятель, генерал пехоты (1936). Первый начальник генерального штаба Болгарии (1885—1887).
Премьер-министр Болгарии в 1901 и 1903—1906 годах.

## Биография
Родился в 1861 году в г. Шумене, военное образование получил в военном училище в Софии (1878—1879) и в Николаевской академии Генерального штаба в Санкт-Петербурге (1880—1883).
Служил в пехотных подразделениях болгарской армии.
В 1885—1887 годах — титулярный начальник Генерального штаба Болгарии.
В 1887 и 1891 годах был начальником Военного училища в Софии, читал лекции. Автор «Записок по военной топографии. Лекции и чтения для старших курсов Военного училища» (1888).
В 1887 году — председатель военно-полевого суда, рассматривавшего дела взбунтовавшихся в Русе офицеров армии.
С 29 июня 1887 по 20 августа 1887 года — военный министр Болгарии. Затем до 1894 года служил начальником Генерального штаба болгарской армии и почетный флигель-адъютант князя, будущего царя Болгарии Фердинанда.
В 1888 году получил чин подполковника.
В 1888—1891 годах — основатель и главный редактор «Военного журнала» («Военен журнал») и издатель вестника «Свят» (1900). Полковник.
С 15 апреля 1894 по 17 ноября 1896 года вновь назначен военным министром.
В 1896 году получил чин генерал-майора с увольнением в запас.
Занялся активной общественной деятельностью. В 1901 и 1903—1908 годах — избирался депутатом Народного собрания Болгарии от Народно-либеральной партии.
Был министром внутренних дел (27 ноября 1900 — 9 января 1901).
Дважды в 1901 и 1903—1906 годах возглавлял болгарское правительство. Премьер-министр, министр внутренних дел и министр внешних сношений и вероисповеданий (9 января 1901 — 19 февраля 1901 и 5 мая 1903 — 22 октября 1906).
В 1908—1909 годах — председатель Союза офицеров запаса.
С 1912 года вновь на военной службе, в 1912—1913 годах был комендантом Тырново-Сейменского укрепленного района. С 1913 года — генерал-лейтенант.
Участник Второй Балканской войны. С июня по август 1913 года — командующий 3-й болгарской армии.
С конца 1915 по 1918 год — генерал-губернатор Македонской военно-инспекционной области. В 1916 году причислен к Штабу Действующей армии.
В мае 1917 года подал прошение о переводе в запас.
При правительстве А. Стамболийского, в 1920 году как активный участник первой мировой войны на стороне центральных держав, был осуждён на 75 лет заключения. Четыре года находился в заключении. После военного переворота был освобождён и в 1924 году — амнистирован.
В 1936 году получил звание генерала пехоты.

## Награды
- Орден «За храбрость» II степени.
- Орден «Святой Александр» I степени с мечами,
- Орден «Святой Александр» II степени с мечами,
- Орден «Святой Александр» III степени с мечами,
- Золотой орден «За заслуги»,
- Османский орден «Меджидие» I степени
- Османский орден «Османие» I степени,
- Орден Святой Анны I степени ,
- Орден Короны I степени ,
- Орден Таковского креста I степени